# Държавен служител
Държавният служител е служител, зает в държавна агенция. Държавните служители се занимават основно с аналитична и техническа дейност от управленски или експертен характер и получават заплата от бюджета на страната. Длъжностите, заемани от държавните служители, са особено важни за функционирането на държавния апарат. В отделните страни обхватът на компетенциите и правомощията на държавните служители е различен.

## История

### България

#### Царство България
От 2 август 1891 г. примерните държавни служители могат да получават орден „За граждански заслуги“. През 1922 г. е приет първия Закон за държавния служител.

### Близък и Далечен древен изток

#### Древен Китай
Съществувало и изискване към Държавния служител на Поднебесната да владее поезия, литературата и да има дълбоки познания за философията на Конфуций, за да може да упражнява и изпълнява своя обществен дълг.

## Европейски съюз

### Република България
Конституционноправната юриспруденция в Република България определя като държавна служба всички длъжности, които са описани в Конституцията.
Според чл. 2 от Закона за държавния служител (от август 1999 г., приет в изпълнение на чл. 116 на Конституцията) „Държавен служител е лице, което по силата на административен акт за назначаване заема платена щатна длъжност в държавната администрация и подпомага орган на държавната власт при осъществяване на неговите правомощия.“ Така на законово ниво е легално дефинирано едно понятие в тесен смисъл, което включва само лица от системата на апарата. С този закон е създаден паралелен на трудовоправния режим, към който остават част от административните ръководители и обикновеният персонал.
Част от българите считат погрешно за държавни служители всички бюджетни служители.

### Великобритания
В Обединеното кралство само служителите на Короната са civil servants, докато служителите на графствата и градовете – не.

### Германия
В Германия статуса на Beamter имат голям кръг от хора, включително и част от учителите. Това ги прави несменяеми.

## Стачка
Държавните служители обикновено нямат право на ефективна стачка (прекратяване на работа) или въобще нямат право на стачка.